# Saint Pierre (ort i Mauritius)
Saint Pierre är en ort i Mauritius.   Den ligger i distriktet Moka, i den västra delen av landet, 7 km söder om huvudstaden Port Louis. Saint Pierre ligger 369 meter över havet och antalet invånare är 16 414. Den ligger på ön Mauritius.
Terrängen runt Saint Pierre är kuperad åt nordväst, men åt sydost är den platt. Runt Saint Pierre är det ganska tätbefolkat, med 230 invånare per kvadratkilometer. Närmaste större samhälle är Beau Bassin, 6,5 km väster om Saint Pierre. Omgivningarna runt Saint Pierre är en mosaik av jordbruksmark och naturlig växtlighet.